# دهستان عالی طیب
دهستان عالی طیب، یکی از دهستان‌های بخش مرکزی شهرستان لنده در استان کهگیلویه و بویراحمد ایران است. مرکز این دهستان، روستای چهارراه عالی طیب است.

## جمعیت
بر پایه سرشماری عمومی نفوس و مسکن در سال ۱۳۹۵، جمعیت دهستان عالی طیب برابر با ۲٬۱۸۹ نفر بوده‌است.